# Mads R. Hartling
Pour les articles homonymes, voir Hartling.
Mads Rasmussen Hartling, né le 18 octobre 1885 à Løgstør (Danemark) et mort le 12 septembre 1960 à Copenhague (Danemark), est un homme politique danois membre du parti Venstre et ancien ministre.

## Décoration
- Commandeur de l'ordre du Dannebrog